# Dimensió fractal
En geometria de fractals, la dimensió fractal {\displaystyle D} és una quantitat estadística que dona una idea de quant completament sembla omplir un fractal l'espai a mesura que s'amplia el primer cap a escales més i més fines. Hi ha moltes definicions específiques de dimensions fractals i cap no hauria de ser tractada com a universal. Des d'un punt de vista teòric, les més importants són la dimensió de Hausdorff, la dimensió d'empaquetament i, de forma més general, les dimensions de Rényi. D'altra banda, la dimensió de compte de caixes i la dimensió de correlació són àmpliament usades en la pràctica, en part per la seua fàcil implementació.
Encara que, per a alguns fractals clàssics, totes aquestes dimensions coincideixen, en general no són equivalents. Per exemple, la dimensió del floc de neu de Koch té una dimensió topològica d'un, però no pot ser tractada com una corba; la longitud entre qualssevol dos punts en el fractal és infinita. Cap segment del fractal és semblant a una línia, però tampoc és semblant a una part d'un plànol. En certa manera, es podria dir que és massa gran per a poder ser considerada com un objecte unidimensional, però és massa fina per a ser considerada un objecte bidimensional. Açò duu a la pregunta de si la seua dimensió es descriu millor amb un nombre entre un i dos. Aquesta és una manera simple de motivar la idea de dimensió fractal.

## Definicions

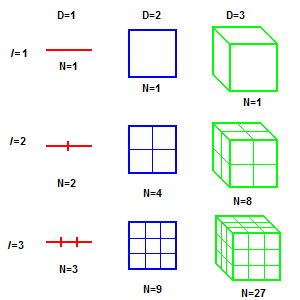
Fig.(1) Altra forma de definir la dimensió

Hi ha principalment dues formes aproximades per a generar una estructura fractal. L'una és fer-la créixer a partir d'un objecte i l'altra és construir les divisions subseqüents d'una estructura original com en el triangle de Sierpinski (fig.(2)). En aquest cas, se segueix la segona aproximació per a definir la dimensió de les estructures fractals.
Si es pren un objecte amb una grandària lineal igual a 1 en una dimensió euclidiana {\displaystyle D}, i es redueix la seua grandària per un factor d'{\displaystyle 1/l} en cada direcció espacial, cal un nombre {\displaystyle N=l^{D}} d'objectes autosimilars per a cobrir l'objecte original (fig.(1)). No obstant això, en buidar per a D, la dimensió definida per:
{\displaystyle D={\frac {\log N(l)}{\log l}}}.
és igual encara a la seua dimensió topològica o euclidiana. Aplicant l'equació anterior a una estructura fractal, es pot obtenir la seua dimensió (que és més o menys la dimensió de Hausdorff) com un nombre no sencer, com s'esperava:
{\displaystyle D=\lim _{\varepsilon \rightarrow 0}{\frac {\log N(\varepsilon )}{\log {\frac {1}{\varepsilon }}}},}
en què {\displaystyle N(\varepsilon )} és el nombre d'estructures autosimilars de costat lineal ε que es necessiten per a cobrir tota l'estructura.
Per exemple, la dimensió fractal per al triangle de Sierpinski (fig.(2)) està donada per:
{\displaystyle D=\lim _{\epsilon \rightarrow 0}{\frac {\log N(\epsilon )}{\log \left({\frac {1}{\epsilon }}\right)}}=\lim _{k\rightarrow \infty }{\frac {\log 3^{k}}{\log 2^{k}}}={\frac {\log 3}{\log 2}}\approx 1,585.}

Fig.(2) Triangle de Sierpinski

Altres quantitats dimensionals inclouen la «dimensió d'informació» que considera com s'escala la informació del terme mitjà que es necessita per a identificar una caixa ocupada, a mesura que les caixes es tornen més menudes:
{\displaystyle D_{1}=\lim _{\varepsilon \rightarrow 0}{\frac {-\langle \log p_{\varepsilon }\rangle }{\log {\frac {1}{\varepsilon }}}}}
i la dimensió de correlació, potser la més fàcil de calcular:
{\displaystyle D_{2}=\lim _{\varepsilon \rightarrow 0,M\rightarrow \infty }{\frac {\log(g_{\varepsilon }/M^{2})}{\log \varepsilon }}}
en què M és el nombre de punts utilitzats per a generar una representació del fractal i gε és el nombre de parells de punts que es troben més propers l'un a l'altre de ε.

## Dimensions de Rényi
Les tres anteriors poden veure's com a casos especials de les dimensions de Rényi d'ordre α, definides com:
{\displaystyle D_{\alpha }=\lim _{\epsilon \rightarrow 0}{\frac {{\frac {1}{1-\alpha }}\log(\sum _{i}p_{i}^{\alpha })}{\log {\frac {1}{\epsilon }}}}}
El numerador és l'anomenada entropia de Rényi d'ordre α. La dimensió de Rényi amb α=0 tracta totes les parts de l'atractor de manera similar, però per a valors més grans de α es dona un major pes en el càlcul a les parts de l'atractor que són visitades amb major freqüència.
Un atractor per al qual les dimensions de Rényi no són totes iguals és conegut com un multifractal, o es diu que mostra estructura multifractal. Açò és un senyal que un comportament a escala diferent ocorre en diferents parts de l'atractor.

## Estimació de la dimensió fractal per a casos reals
Els càlculs de dimensions fractals descrits dalt s'obtenen a partir de fractals definits formalment. No obstant això, certs fenòmens i objectes de la vida real poden mostrar propietats fractals, per la qual cosa pot ser útil obtenir la dimensió fractal d'un conjunt de dades d'una mostra. El càlcul de la dimensió fractal no es pot obtenir de manera exacta sinó que ha d'estimar-se. Açò s'usa en una varietat d'àrees d'investigació tals com la física, anàlisi d'imatge, acústica, zeros de la funció zeta de Riemann i fins i tot processos electroquímics.
Les estimacions pràctiques de les dimensions fractals són molt sensibles al soroll numèric o experimental, i particularment a les limitacions en la quantitat de dades. Qualsevol afirmació basada en estimacions de dimensions fractals ha de prendre's amb cura, ja que n'hi ha un límit superior inevitable, llevat que es presenten quantitats molt grans de dades.